# Momčilo Ninčić

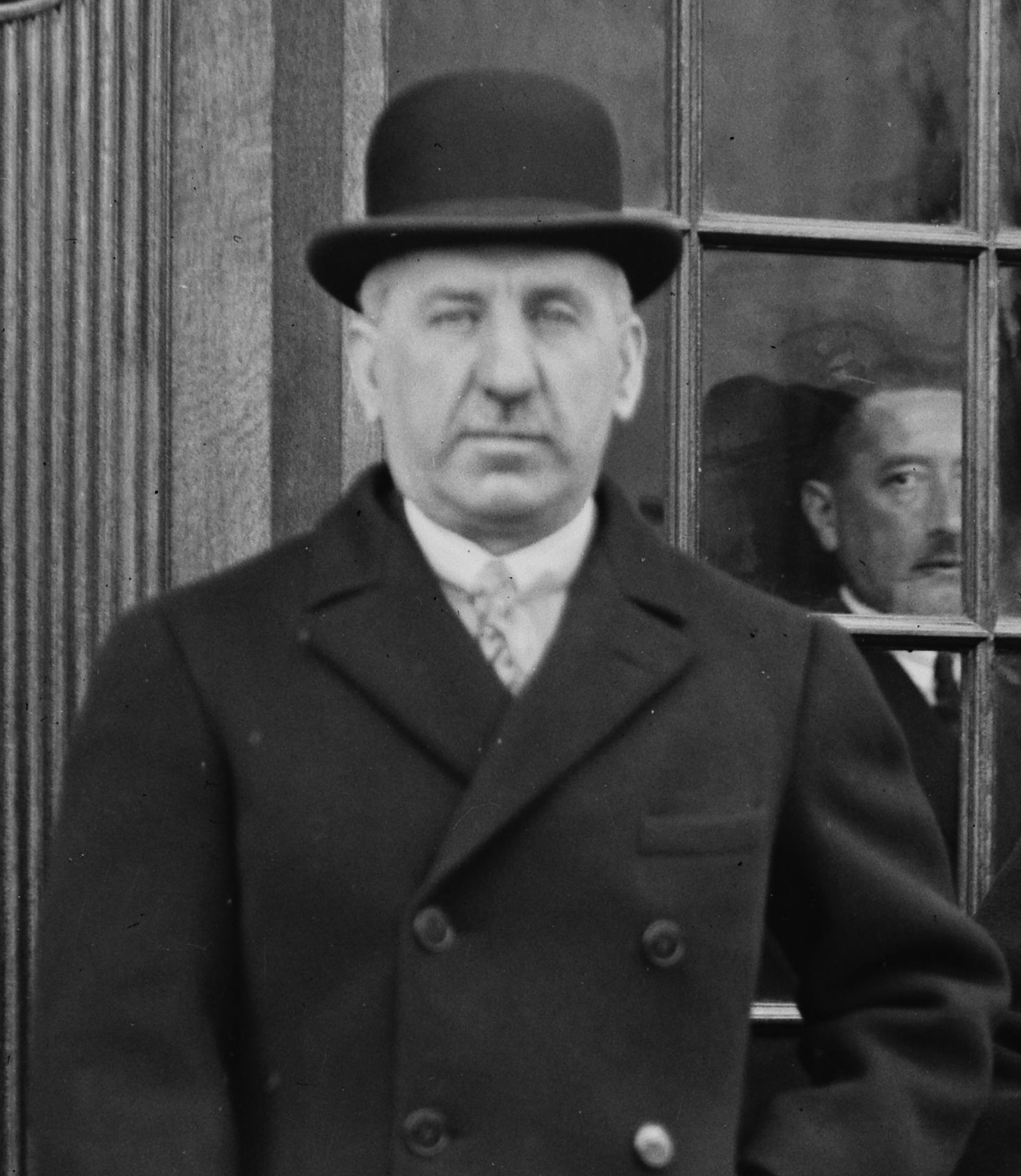
Momčilo Ninčić (1926)

Momčilo Ninčić (* 28. Mai 1876 in Jagodina; † 23. Dezember 1949 in Lausanne) war serbischer Außenminister und Wirtschaftswissenschaftler.
Nach dem Jurastudium promovierte er in Paris. Ab 1902 war er Professor an der Juristischen Fakultät der Hochschule Belgrad. Später hielt er verschiedene Ministerposten im Königreich Jugoslawien, u. a. als Finanz- und Justizminister sowie 1921 bis 1924 und 1924 bis 1926 als Außenminister. Von 1926 bis 1927 war Ninčić Präsident der Vollversammlung des Völkerbundes und in dieser Zeit übte er ebenfalls das Amt des jugoslawischen Außenministers aus, das er auch während des Zweiten Weltkrieges tat. Nach dem Krieg wurde er ins Exil (Schweiz) verbannt, da er Dragoljub Draža Mihailović geholfen haben soll, dem Anführer der Jugoslovenska vojska u otadžbini (dt. Jugoslawischen Armee im Vaterland). Er verstarb 1949 in Lausanne, Schweiz.